# Guaso (Huesca)
Guaso es una localidad española perteneciente al municipio de Aínsa-Sobrarbe, en el Sobrarbe, provincia de Huesca, Aragón. Antiguamente tuvo ayuntamiento propio. El gentilicio de la localidad es guasón o guasones.
Se sitúa en la orilla derecha del río Ara a 780 m de altitud y se distribuye en laderas de fuerte pendiente con orientación suroeste las cuales están abancadas y en ellas se plantan olivos y almendros.

## Geografía humana

### Demografía
| Gráfica de evolución demográfica de Guaso entre 1842 y 1960 |
| |
| Población de derecho según los censos de población del INE Población de hecho según los censos de población del INEEn este censo se denominaba Guaso y Casas del Grado: 1842 Entre el censo de 1970 y el anterior, este municipio desaparece porque se integra en el municipio 22005 (Aínsa) |

Tiene 108 habitantes.
Consta de nueve barrios (vamos a incluir dentro de cada barrio las casas tradicionales):
Barrio Samper: Casa Abadías, Casa Leto, Casa Martín
Barrio El Arrabal(L'Arrabal): Casa Castillo, Casa Chirón, Casa Felices , Casa Forcada, Casa Juan de Broto, Casa Pequeña
Barrio Bestreguí: Casa Bardají, Casa Buil, Casa Juan Majo, Casa Revilla
Barrio La Closa(A Closa): Casa Albas, Casa Cheliz, Casa Ferrero , Casa Juanito, Casa Pardina
Barrio de Santa Quiteria: Casa Rafel, Casa Salamón d´Arriba, Casa Salamón d´Abajo, Casa Secretario, Casa Torrén d´Abajo
Barrio El Tozal: Casa Pardineta, Casa Salinas, Casa Torrén d´Arriba
Barrio El Puyal(O Puyal):Casa Carruesco, Casa Escartín, Casa Pía, Casa Sampietro
Barrio El Grado(O Grau): Casa As Pepas, Casa Bara, Casa Pallás, Casa Plana, Casa Provincial, Casa Ramalero
Barrio La Ribera:Casa L´Albeitar, Casa Bellosta, Casa Campanero, Casa O Molino, Casa Pelay, Casa Pons, Casa Sarrato

## Economía y Clima
La economía está basada en la ganadería y el turismo que viene presentándose como una fuente de riqueza importante. La situación de la población, al lado de espacios protegidos como el parque nacional de Ordesa y Monte Perdido o del parque natural de la Sierra y Cañones de Guara le proporcionan una magnífica posición como punto de partida de multitud de actividades.
Su clima, propio de la montaña, es suave, con inviernos fríos y secos y primaveras y otoños tormentosos.

## Monumentos
En los diferentes barrios que componen el otrora municipio hay algunos ejemplos arquitectónicos relevantes. El propio paraje que rodea el pueblo es en sí mismo un monumento natural de gran relevancia.
- Iglesia de San Salvador, de los siglos XVI y XVII.
- Ermita de Santa Quiteria, del siglo XVI.
- Esconjuradero, también llamado Cuatro Pilares.
- Ermita de San Sebastián, del siglo XVII.
- Ermita de la Virgen de las Viñas, del siglo XIII.
- Ermita de San Quilez. Es románica, del siglo XII y solo quedan restos.
- Ermita de San Chaime Sólo quedan restos.
- Castillo, vestigios del castillo del siglo XI, al este del esconjuradero.Se trataría de una torre similar a la de Abizanda.[5]

Hay además algunas casas fortificadas dignas de ser visitadas como las de  Casa Juan Broto, Casa Salinas, Casa Bara, Casa Pallás.

## Fiestas
Cada barrio celebra sus fiestas patronales en honor a su santo, en donde además del consabido oficio religioso se celebran bailes, rondas, juegos y hogueras. Las fiestas son:
- Barrio El Arrabal, en honor de san Sebastián, el 20 de enero.
- Barrio El Puyal, en honor a Santa Águeda, el 5 de febrero.
- Barrio Santa Quiteria, en honor a Santa Quiteria, el 22 de mayo.
- Barrio El Tozal, en honor de san Salvador, es la fiesta mayor del pueblo, los días 6, 7 y 8 de agosto.
- Barrio La Closa, en honor a la Virgen de las Viñas, el 15 de agosto.
- El día 8 de septiembre se hace fiesta en la ermita de la Virgen de la Sierra.(antiguamente iban en romería desde Latorrecilla, Buil, Guaso y Sieste)